# نشاط مشاريع أبحاث المخابرات المتقدمة
نشاط مشاريع أبحاث المخابرات المتقدمة (بالإنجليزية: Intelligence Advanced Research Projects Activity) هي وكالة أبحاث في الولايات المتحدة، يعد مدير المخابرات الوطنية مسؤولًا عنها. في يناير 2008، عُينت ليزا بورتر مديرة للوكالة، وهي مديرة في ناسا ولها خبرة في داربا، وقد تأسست الوكالة من مكتب التقنية المغيرة التابع لوكالة الأمن القومي وتحالف التقنية الوطني التابع للوكالة الوطنية للاستخبارات الجغرافية المكانية ومركز الإبداع التقني المخابراتي التابع لوكالة المخابرات المركزية.

## الأهداف
في سبتمبر 2006، صرح مدير المخابرات الوطنية بأن هدف الوكالة الناشئة هو إجراء أبحاث:
- تتقاطع مع وكالات مجتمع المخابرات الأمريكي المتعددة؛
- تستهدف فرص جديدة تقع في المساحات البيضاء بين الوكالات؛
- تقدم إبداعات تتجنبها الوكالات بسبب نماذج العمل الحالية؛
- تولد إمكانات ثورية تفاجئ أعداءنا وتساعدنا على تجنب المفاجأة.

## وصلات خارجية
- الموقع الرسمي